# HOXA5
HOXA5 (англ. Homeobox A5) – білок, який кодується однойменним геном, розташованим у людей на короткому плечі 7-ї хромосоми. Довжина поліпептидного ланцюга білка становить 270 амінокислот, а молекулярна маса — 29 345.
| 10         |  | 20         |  | 30         |  | 40         |  | 50         |
| ---------- |  | ---------- |  | ---------- |  | ---------- |  | ---------- |
| MSSYFVNSFC |  | GRYPNGPDYQ |  | LHNYGDHSSV |  | SEQFRDSASM |  | HSGRYGYGYN |
| GMDLSVGRSG |  | SGHFGSGERA |  | RSYAASASAA |  | PAEPRYSQPA |  | TSTHSPQPDP |
| LPCSAVAPSP |  | GSDSHHGGKN |  | SLSNSSGASA |  | DAGSTHISSR |  | EGVGTASGAE |
| EDAPASSEQA |  | SAQSEPSPAP |  | PAQPQIYPWM |  | RKLHISHDNI |  | GGPEGKRART |
| AYTRYQTLEL |  | EKEFHFNRYL |  | TRRRRIEIAH |  | ALCLSERQIK |  | IWFQNRRMKW |
| KKDNKLKSMS |  | MAAAGGAFRP |  |            |  |            |  |            |

A: Аланін

C: Цистеїн

D: Аспарагінова кислота

E: Глутамінова кислота

F: Фенілаланін

G: Гліцин

H: Гістидин

I: Ізолейцин

K: Лізин

L: Лейцин

M: Метіонін

N: Аспарагін

P: Пролін

Q: Глутамін

R: Аргінін

S: Серин

T: Треонін

V: Валін

W: Триптофан

Кодований геном білок за функцією належить до білків розвитку. 
Задіяний у таких біологічних процесах, як транскрипція, регуляція транскрипції. 
Білок має сайт для зв'язування з ДНК. 
Локалізований у ядрі.